# Ханталер, Хризостом
Хризостом Ханталер (нем. Chrysostomus Hanthaler; 14 февраля 1690, Верхняя Австрия — 2 сентября 1754, Лилиенфельд, Нижняя Австрия) — цистерцианский монах, историк, библиотекарь
, нумизмат.

## Биография
Родился внебрачным ребёнком в семье фермерской служанки. Изучал право, философию и теологию в Зальцбурге. В 1716 году вступил в цистерцианский монастырь Лилиенфельд. Рукоположён в священники 1 мая 1718 года и вскоре стал магистром послушников и настоятелем.
Монастырский библиотекарь, занимался каталогизацией. В 1733 году был переведен на несколько лет в Маннерсдорф-ан-дер-Рабниц в Бургенланде. Вернулся в Лилиенфельд в 1737 году и служил в качестве провинциального секретаря. На протяжении всей своей религиозной жизни исследовал историю Лилиенфельдского монастыря.
Автор 22 рукописных томов, хранящихся в монастырском архиве, и многочисленных публикаций. Его главный труд, Fasti Campiliienses, представляет собой исчерпывающую историю монастыря Лилиенфельд, тесно связанную с историей страны и дворянства. Сегодня Ханталер считается весьма талантливым представителем раннего церковного Просвещения.